# Божидар Матич
Божидар Матич (8 вересня 1937 — 12 травня 2016) — президент Академії наук і мистецтв Боснії і Герцеговини, голова Ради міністрів країни (лютий-липень 2001).